# Dahlen (Saksen)
Dahlen is een stad in de Duitse deelstaat Saksen, en maakt deel uit van de Landkreis Nordsachsen.
Dahlen telt 4.189 inwoners.

## Stadsdelen
De stad is onderverdeeld in een aantal stadsdelen:
| Stadsdeel                                   | Inwoners |
| ------------------------------------------- | -------- |
| Dahlen                                      | 2.653    |
| Großböhla, Kleinböhla, Neuböhla             | 431      |
| Schmannewitz                                | 596      |
| Ochsensaal                                  | 187      |
| Börln, Bortewitz, Schwarzer Kater, Radegast | 630      |
| Totaal                                      | 4.497    |

Cijfers van 31 januari 2012
Arzberg ·
Bad Düben ·
Beilrode ·
Belgern-Schildau ·
Cavertitz ·
Dahlen ·
Delitzsch ·
Doberschütz ·
Dommitzsch ·
Dreiheide ·
Eilenburg ·
Elsnig ·
Jesewitz ·
Krostitz ·
Laußig ·
Liebschützberg ·
Löbnitz ·
Mockrehna ·
Mügeln · 
Naundorf ·
Oschatz ·
Rackwitz ·
Schkeuditz ·
Schönwölkau ·
Taucha ·
Torgau ·
Trossin ·
Wermsdorf ·
Wiedemar ·
Zschepplin